# 中國—塞爾維亞關係
中國—塞爾維亞關係（羅馬化：Odnosi Srbije i Kine）是指中國和塞爾維亞的關係。目前中國在貝爾格萊德擁有大使館，並在普里什蒂納設有一辦公室。而塞爾維亞在北京擁有大使館，並在上海設有一總領事館。
塞爾維亞是南斯拉夫的主要部分。中华人民共和国与南斯拉夫社会主义联邦共和国纵然都是社会主义国家，不过两国的双边关系比较动荡。南斯拉夫於中華人民共和國成立時即予以承認，但由於蘇南交惡時中國共產黨和中華人民共和國站在蘇聯一邊，两国關係因而十分緊張，南斯拉夫未與中華人民共和國建交。苏南关系初步缓和后，南斯拉夫與中華人民共和國於1955年1月2日正式建交，但關係依然十分冷淡，1958年因南斯拉夫抵制蘇聯爲國際共產主義運動之首一事再次交惡，持续到1977年南斯拉夫總統铁托访华后才重新恢复联系。後來南斯拉夫解體，南斯拉夫联盟共和国宣稱继承南斯拉夫社会主义联邦共和国与中国的关系，期間發生美国轰炸中国驻南联盟大使馆事件；南斯拉夫联盟共和国改組為塞爾維亞與蒙特內哥羅後又因蒙特內哥羅獨立解體，塞爾維亞繼承對外關係至今。

## 歷史

### 1990年代以前
1976年毛泽东逝世后，1977年8月30日至9月8日，南斯拉夫总统铁托受中华人民共和国政府的邀请访问中国，中国与南斯拉夫关系正式实现正常化，结束了中南交恶以来近30年的对立状态。当时正值中国共产党主席华国锋执政时期，中国在中苏交恶的背景下积极发展与南斯拉夫的关系。

### 1990年代至今
南斯拉夫解体后，南斯拉夫联盟共和国宣稱继承南斯拉夫社会主义联邦共和国与中国的关系。中華人民共和國於科索沃戰爭期間支持南斯拉夫聯盟共和國，反對北約轟炸南斯拉夫，對美军轰炸中国驻南联盟大使馆非常不滿。中國反對北約干預科索沃事務，擔心鼓勵在西藏或新疆的分離主義。由于中国长期在科索沃等问题上支持塞尔维亚，加上两国多有合作，雙方也被形容为“铁哥们”。中國外交部對科索沃單方面宣佈獨立表達嚴重關切。中國至今不承認科索沃独立。
2009年，塞尔维亚与中国建立战略伙伴关系，成为中国在中东欧地区的第一个战略伙伴。2016年提升为全面战略伙伴关系。
2016年中国同塞尔维亚签署普通护照互免签证协议，并于2017年生效。
自2017年亞歷山大·武契奇担任塞尔维亚总统后，中塞雙方关系愈发亲密，塞尔维亚积极参与“一带一路”的建设。
2020年初2019冠状病毒病在欧洲爆发后，塞尔维亚与中国积极合作。中国向塞尔维亚提供医疗物资，并派遣专家前去协助抗疫。2022年4月9日，中国的军用飞机向塞尔维亚运送了常规军事物资。
2023年10月17日，中國商務部部长王文涛与塞尔维亚国内和对外贸易部部长莫米洛维奇，在中共中央总书记、中国国家主席习近平和塞尔维亚总统武契奇的共同见证下，分别代表本国政府签署《中华人民共和国政府和塞尔维亚共和国政府自由贸易协定》，塞尔维亚成为中国第29个自贸伙伴，也是中国签署的第22个自贸协定。相关谈判于2023年4月启动，9月底实质性完成。协定签订后，双方会推进各自国内程序并将于2024年7月1日履行协议实施。同日，中车长春轨道客车股份有限公司与塞尔维亚建设、交通和基础设施部正式签署了塞尔维亚高速动车组车辆采购商务合同，出口最高运营时速200公里的动力分散型电力动车组。
2023年12月，中国人民银行与塞尔维亚中央银行签署在塞尔维亚建立人民币清算安排的合作备忘录。

## 戰略伙伴
塞爾維亞與中國於2009年8月簽署戰略伙伴協議。協議內容廣泛，包括互相尊重領土統一、為貿易、文化、技術、科學交流等。
2016年雙方关系提升为全面战略伙伴关系。2024年5月，双方宣布深化和提升中塞全面战略伙伴关系，构建新时代中塞命运共同体。

## 医疗合作
2020年4月8日，塞尔维亚政府与中華人民共和國政府、华大基因签署合作协议，塞尔维亚总理布尔纳比奇签署并发表感谢。双方计划在贝尔格莱德和尼什落成两座火眼病毒检测实验室。两座实验室每日最大检测量为3000份样本，大大提升了塞尔维亚的新冠病毒检测能力。7月30日落成第二座实验室时，塞尔维亚总理布尔纳比奇亲自访问实验室。2021年2月15日，塞尔维亚总统武契奇向中国赴塞尔维亚抗疫专家组和中国华大集团专家授勋，以感谢他们在塞尔维亚抗疫工作中的贡献；其中授予帮助塞尔维亚修建“火眼”病毒检测实验室的华大集团专家“一等塞尔维亚国旗勋章”。
2021年4月6日，塞尔维亚总统武契奇在马伊丹佩克市鲁德纳格拉瓦村卫生防疫站接种第一剂中国国药集团新冠灭活疫苗。

## 經貿關係
中國是塞爾維亞在亞洲區域內最重要的貿易伙伴。据中华人民共和国海关统计，2022年中塞雙邊貿易額35.5億美元、同比增長10.1%，其中中國出口額21.8億美元，進口額13.7億美元。塞爾維亞主要向中國出口天然橡膠、橡膠產品、機械設備、軟木、木材等。而中國則主要向塞爾維亞出口機械設備、製造業產品、衣物、鞋製品、紡織、化學品及大宗物品。
2014年12月18日，中國國務院總理李克強訪問塞爾維亞，參與卜平大橋的通車儀式。
2021年2月14日，中国与塞尔维亚签署“经认证的经营者”（AEO）制度互认协定，中塞双边贸易安全与便利化水平继续提升。

## 文化關係
根據1957年6月7日在北京訂立的協定，雙方維持教育及文化的合作。孔子學院在貝爾格萊德在2006年8月設立。

## 最近雙邊互訪
| 日期       | 訪問                                                         |
| ---------- | ------------------------------------------------------------ |
| 2000年11月 | 南斯拉夫联盟外交部长舍瓦丁·约瓦诺维奇访问北京                |
| 2000年12月 | 中国外交部长唐家骏访问贝尔格莱德                             |
| 2001年8月  | 南斯拉夫联盟副总理米罗柳布·拉布斯访问北京                    |
| 2002年1月  | 南斯拉夫联盟总统沃伊斯拉夫·科什图尼察访问北京                |
| 2003年4月  | 塞尔维亚和黑山外交部长戈兰·斯维拉诺维奇访问北京              |
| 2003年4月  | 塞尔维亚和黑山外交部副部长刘古昌访问贝尔格莱德               |
| 2003年11月 | 塞尔维亚和黑山总理佐兰·日夫科维奇访问北京                    |
| 2004年9月  | 塞尔维亚和黑山国防部长普尔沃斯拉夫·达维尼奇访问北京          |
| 2004年10月 | 全国政协副主席刘延东访问贝尔格莱德                           |
| 2005年2月  | 塞尔维亚和黑山总统鲍里斯·塔迪奇访问北京                      |
| 2005年5月  | 中国外交部副部长张业遂访问贝尔格莱德                         |
| 2005年5月  | 中共中央书记处书记刘淇访问贝尔格莱德                         |
| 2005年5月  | 中国外交部长李肇星访问贝尔格莱德                             |
| 2005年10月 | 塞尔维亚和黑山外交部长武克·德拉科维奇访问北京                |
| 2005年12月 | 塞尔维亚和黑山人权和少数民族权利部长拉西姆·利亚吉奇访问北京  |
| 2006年5月  | 贝尔格莱德市长内纳德·博格达诺维奇访问北京                    |
| 2006年5月  | 塞尔维亚和黑山安全情报局局长拉德·布拉托维奇访问北京          |
| 2006年8月  | 中国国务委员唐家骏访问贝尔格莱德                             |
| 2007年4月  | 中国国务院副总理回良玉访问贝尔格莱德                         |
| 2007年4月  | 塞尔维亚武装部队总司令兹德拉夫科·波诺什访问北京              |
| 2007年9月  | 塞尔维亚外交部长武克·耶雷米奇访问北京                        |
| 2008年8月  | 塞尔维亚总统鲍里斯·塔迪奇访问北京                            |
| 2008年9月  | 中国人民解放军总参谋长陈秉德访问贝尔格莱德                   |
| 2008年11月 | 塞尔维亚国防部长德拉甘·舒塔诺瓦茨访问北京                    |
| 2009年4月  | 塞尔维亚副总理博希达尔·切利奇访问北京                        |
| 2009年8月  | 由鲍里斯·塔迪奇率领的代表团对中国进行为期5天的访问           |
| 2010年6月  | 塞尔维亚总理米尔科·茨韦特科维奇访问北京                      |
| 2010年7月  | 全国人大常委会委员长吴邦国访问贝尔格莱德                     |
| 2010年12月 | 塞尔维亚移民部长斯尔詹·斯雷科维奇访问北京                    |
| 2011年5月  | 中国外交部长杨洁篪访问贝尔格莱德                             |
| 2011年8月  | 塞尔维亚国民议会议长斯拉维察·茹基奇·德亚诺维奇访问北京       |
| 2013年8月  | 塞尔维亚总统托米斯拉夫·尼科利奇访问北京、杭州和上海          |
| 2014年12月 | 中国国务院总理李克强访问贝尔格莱德                           |
| 2015年9月  | 塞尔维亚总统托米斯拉夫·尼科利奇访问北京                      |
| 2015年11月 | 塞尔维亚总理亚历山大·武契奇访问苏州                          |
| 2016年6月  | 中共中央总书记、中国国家主席习近平访问贝尔格莱德和斯梅代列沃 |
| 2018年9月  | 塞尔维亚总统亚历山大·武契奇访问天津                          |
| 2023年5月  | 中共中央总书记、中国国家主席习近平访问贝尔格莱德             |
| 2024年5月  | 中共中央总书记、中国国家主席习近平访问贝尔格莱德             |

## 外部連結
- 中華人民共和國駐塞爾維亞共和國大使館官方網站（简体中文）（英文）（塞爾維亞文）
  - 中華人民共和國駐塞爾維亞共和國大使館經濟商務處官方網站（简体中文）
- 塞爾維亞駐華大使館官方網站（英文）（塞爾維亞文）